# ماريا شيل
ماريا شيل (بالإنجليزية: Maria Schell)‏ (و. 1926 – 2005 م) هي ممثلة، وكاتبة، وكاتبة سير من سويسرا . ولدت في فيينا.
توفيت عن عمر يناهز 79 عاماً. بسبب ذات الرئة .

## جوائز
حصلت على جوائز منها:
- قائد الصليب من وسام استحقاق جمهورية ألمانيا الاتحادية
- الوسام النمساوي للعلوم والفنون [الإنجليزية]‏.

## روابط خارجية
- ماريا شيل على موقع IMDb (الإنجليزية)
- ماريا شيل على موقع روتن توميتوز (الإنجليزية)
- ماريا شيل على موقع مونزينجر (الألمانية)
- ماريا شيل على موقع ألو سيني (الفرنسية)
- ماريا شيل على موقع ميوزك برينز (الإنجليزية)
- ماريا شيل على موقع تيرنر كلاسيك موفيز (الإنجليزية)
- ماريا شيل على موقع أول موفي (الإنجليزية)
- ماريا شيل على موقع قاعدة بيانات برودواي على الإنترنت (الإنجليزية)
- ماريا شيل على موقع قاعدة بيانات الأفلام السويدية (السويدية)
- ماريا شيل على موقع إن إن دي بي (الإنجليزية)